# Adverb
În gramatică, adverbul este definit în mod tradițional ca o parte de vorbire care are funcția sintactică de complement circumstanțial în general facultativ, cel mai adesea al unui verb, mai rar al unui adjectiv sau al unui alt adverb.
În unele limbi, precum româna sau franceza, adverbele sunt invariabile, adică, cu unele excepții, nu pot primi afixe. În alte limbi, cum sunt unele limbi slave (de exemplu BCMS), adverbele sunt parțial afixabile, adică cele care pot avea grade de comparație le exprimă pe acestea cu afixe. La fel este și limba maghiară, în care unele adverbe pot primi și anumite desinențe cazuale. În limbile romanice, de pildă, acestora le corespund prepoziții.
În gramatici relativ recente sunt tratate printre cuvintele considerate în mod tradițional adverbe unele care nu corespund niciodată sau în unele situații definiției de mai sus, neavând funcție sintactică. De aceea, unele surse califică adverbele drept o clasă eterogenă. În acestea, cuvintele din această clasă, cu diverse roluri nesintactice, sunt numite cu sintagme de tipul „adverb” + un calificativ, de exemplu:
ro  adverb modalizator, adverb fără funcție sintactică;
fr  adverbe de phrase „adverb propozițional”;
en  sentence adverb „adverb propozițional”.
În unele gramatici, toate sau o parte din aceste cuvinte fără funcție sintactică sunt grupate în alte clase de cuvinte. De pildă Grevisse și Goosse 2007 lasă printre adverbe cuvinte fără funcție sintactică precum cele pe care le numește expletive (ex. Nous disions donc que... „Spuneam deci că…”), dar include în clasa numită „cuvinte propoziții” pe oui „da” și non „nu”, iar în cea numită „introducători” – pe voici, voilà „iată”. În gramaticile limbii maghiare sunt în clasa adverbelor numai cele cu funcție sintactică, iar celelalte formează clasa modalizatorilor. Unele din gramaticile acestei limbi delimitează și o a treia clasă, numită „particule”. În unele gramatici BCMS, aceste cuvinte intră în clasa numită particule, în altele sunt distinse particule dependente și particule independente, numite și modalizatori.

## Clasificare
Adverbele pot fi grupate din mai multe puncte de vedere.

### După origine

#### Adverbe nemotivate
Astfel sunt în primul rând adverbele moștenite din limba bază, neanalizabile de către vorbitorul de rând. Exemple:
ro  afară, bine, unde etc. (din latină);
fr  mal „rău”, mieux „mai bine”, puis „apoi” (din latină);
hu  hanyatt „pe spate”, rögvest „îndată”, tüstént „imediat” (din maghiara veche).
Tot nemotivate sunt și adverbele împrumutate:
ro  prea (din slavă), taman (din turcă), măcar (din greacă), musai (din maghiară), deja (din franceză);
fr  gratis (din latină), illico „de îndată” (din latină), incognito (din italiană);
hu  privátim „în particular” (din latină), momentán „momentan” (din germană), dettó „la fel” (din italiană)..
Adverbele motivate sunt și ele de mai multe feluri.

#### Adverbe prin conversiune
Unele adverbe rezultă prin conversiune, procedeu a cărui importanță este diferită de la o limbă la alta.
În limba română este foarte frecventă conversiunea adjectiv calificativ → adverb, adică folosirea adjectivelor în cauză ca adverbe, fără schimbarea formei lor de masculin singular, ex. citește corect, frumos, expresiv. Nu este generală adverbializarea substantivelor, dar unele devin adverbe de timp sau de mod, cum sunt numele zilelor săptămânii cu sau fără articol hotărât (ex. luni, lunea), numele de anotimpuri și ale unor perioade din zi cu articol hotărât (ex. iarna, ziua), și alte câteva substantive, ex. beat turtă, a strâns florile mănunchi.
În BCMS este frecventă folosirea ca adverbe a formei de neutru singular a unor adjective (ex. dobro „bun/bine”, jasno „clar”, slabo „slab”) și cea de masculin singular a adjectivelor terminate în -skī sau în -jī. Adverbul poate avea exact aceeași terminație ca adjectivul, adică cu ī lung, sau cu varianta scurtă (i) a acestei vocale: Primio nas je bratskī/bratski „Ne-a primit frățește”, Cijelo je to vrijeme živio pasjī/pasji „În tot acest timp a trăit ca un câine”.
În limba franceză, adverbele prin coversiune sunt relativ rare față de alte limbi. Unele adjective pot fi folosite ca adverbe, ex. Il chante faux „Cântă fals”, Elle s’habille jeune „Se îmbracă tinerește”. Cu totul excepțional sunt astfel de adverbe acordate cu regentul lor, ex. Ma fenêtre est grande ouverte „Fereastra mea e larg deschisă” (André Gide). În această limbă sunt de asemenea mai multe prepoziții folosite și ca adverbe (après „după”, avant „înainte”, depuis „de atunci”, derrière „în spate”, devant „în față”), precum și câteva substantive: moitié mort „mort pe jumătate”, tomber pile „a pica la țanc”.
În limba engleză, adjectivele adverbializate sunt de asemenea mai rare decât celelalte, ex. We didn't have to wait long „N-a trebuit să așteptăm mult”.
În limba maghiară sunt mai multe postpoziții (ex. a házon kívül „în afara casei” vs. kívül sötét van „afară este întuneric”) și prefixe verbale (ex. felmegy „merge sus” vs. fel a hegyre „sus pe munte”) folosite ca adverbe. Mai sunt și verbe la gerunziu care au dat adverbe, schimbându-li-se și sensul: lopva „pe furiș” (lit. „furând”), elvétve „rar, sporadic” (lit. „nenimerind”), betéve „pe de rost” (lit. „punând înăuntru”).

#### Adverbe prin derivare
În franceză, majoritatea adverbelor sunt derivate de la adjective, existând un singur sufix pentru aceasta, -ment, ex. grand, -e „mare” → grandement „în mare măsură”; vif, vive „vioi, vioaie” → vivement „cu vioiciune”.
În engleză, derivarea este de asemenea principala sursă de adverbe, formate tot cu un singur sufix: quick „rapid” → quickly „repede”, awful „groaznic” → awfully „groaznic”.
Maghiara seamănă cu cele două limbi de mai sus în privința productivității derivării adverbelor cu bază adjectivală, dar sunt și cu bază numerală, iar sufixe de formare a adverbelor sunt mai multe: magas „înalt” → magasan, konok „încăpățânat” → konokul, öt „cinci” → ötször „de cinci ori”, öt → öten „cinci” (numărul de persoane într-o anumită stare sau care participă la o acțiune).
În română, formarea de adverbe prin derivare este sporadică, cu sufixe autohtone, din substantive (ex. șoim → șoimește) sau din verbe: a se târî → târâș. Există și un sufix împrumutat, -mente, în formațiuni livrești ca literalmente, totalmente.
În BCMS se derivă adverbe din substantive (zima „iarnă” → zimus „în această iarnă”, dan „zi” → danas „astăzi”) și din verbe: hteti „a vrea” → nehotice „neintenționat”.

#### Adverbe compuse
Și compunerea este unul din mijloacele de îmbogățire a lexicului cu adverbe. Exemple:
ro  alaltăieri, oricând;
fr  avant-hier „alaltăieri”, longtemps „mult timp”;
en  forthwith „îndată”, henceforth „de acum înainte”;
hu  éjjel-nappal „zi și noapte”, ideig-óráig „o vreme” (lit. „până la timp-până la oră”);
BCMS zatim „după aceea”, bogzna „cine știe” (lit. „Dumnezeu știe”).

#### Locuțiuni adverbiale
Locuțiunea adverbială este un grup fix (neanalizabil) de cuvinte, care apare cu semnificația globală a unui adverb. Are la bază o sintagmă (ex. la miezul nopții), mai rar o propoziție, ex. cât ai zice pește. Unele conțin cuvinte care nu mai sunt folosite izolat sau cu sensul din locuțiune, cum este miez în la miezul nopții. În franceză, un exemplu de acest fel este à bon escient „cu discernământ, în mod potrivit” (lit. „cu bună cunoaștere”). În alte locuțiuni sunt cuvinte care se folosesc și singure, precum ro  cât ai zice pește sau fr  de bonne heure „dimineața devreme” (lit. „de bună oră”).

### După sens
Clasificarea semantică (după sens) a adverbelor diferă de la o gramatică la alta, inclusiv în cele ale aceleiași limbi.
De pildă, în gramatica română, Bărbuță 2000 distinge adverbe și locuțiuni adverbiale care exprimă:
- modul realizării acțiunii: agale, cu de-a sila;
- locul realizării acțiunii: acasă, din loc în loc;
- timpul realizării acțiunii: acum, la spartul târgului;
- scopul acțiunii: anume, cu tot dinadinsul;
- cauza acțiunii: de aceea, în zadar;
- o concesie: totuși, cu toate acestea;
- cantitatea: atât, câtă frunză și iarbă;
- durata, continuitatea, revenirea: mereu, din nou;
- o comparație: asemenea, precum;
- o afirmație: da, fără doar și poate;
- o negație: nu, câtuși de puțin;
- o îndoială, o probabilitate, o posibilitate: oare, pesemne;
- o aproximație: aproape, cât pe ce, gata-gata;
- o restricție:  măcar, numai;
- o precizare, o confirmare: chiar, și.

În afară de acestea mai sunt și adverbe numite pronominale, grupate în:
- demonstrative, care exprimă ideea de apropiere sau depărtare a acțiunii în spațiu și în timp: aici – acolo, aproape – departe, încoace – încolo, acum – atunci;
- interogative: cum?, când?, cât?, încotro?, unde?;
- relative, care leagă, precum conjuncțiile, propoziții subordonate de regenta lor, aceleași care sunt și interogative: cum, când, cât, încotro, unde;
- nehotărâte, care exprimă ideea de loc, de timp sau de mod într-o formă generală, imprecisă: cândva, câtva, fiecum, odată, odinioară, oriunde etc.;
- negative: nicicând, nicicât, nicicum, nicăieri etc.

## Adverbe cu formă variabilă
Există limbi în care adverbul este variabil în oarecare măsură.
În primul rând este vorba de exprimarea gradelor de comparație comparativ de superioritate și superlativ relativ de superioritate prin afixe.
În BCMS se folosește sufixul -e pentru marcarea comparativului de superioritate, iar la această formă se adaugă un prefix pentru a exprima superlativul relativ de superioritate: blizu „aproape” → bliže „mai aproape” → najbliže „cel mai aproape”.
În maghiară, procedeul este analog, ex. messze „departe” → messzebb „mai departe” → legmesszebb „cel mai departe”.
În engleză, majoritatea adverbelor au gradele de comparație formate în mod analitic (ex. often „des” – more often „mai des”, most often „cel mai des”), dar unele le formează în mod sintetic, prin sufixe, ex. soon „devreme” → sooner „mai devreme” – the soonest „cel mai devreme”.
Unele adverbe maghiare, mai ales de loc și de timp, primesc unele desinențe cazuale: kintről (cazul delativ) „de afară”, belülre (sublativ) „spre înăuntru”, mostantól (ablativ) „de acum”, hazáig (terminativ) „până acasă”. În limbi ca româna, franceza sau BCMS, acestora le corespund grupuri prepoziție + adverb. În gramaticile BCMS, unele din asemenea grupuri sunt văzute ca adverbe compuse, ex. nadesno „spre dreapta”.
În unele limbi, anumite adverbe pot fi baze pentru derivare:
- În română sunt adverbe cu sufix diminutiv: bine → binișor, repede → repejor[40].
- În BCMS, din unele adverbe rezultă prin derivare alte adverbe cu sens apropiat, ex. natrag „înapoi” → natraške „de-a-ndăratelea”[39].
- În maghiară se derivă din adverbe[4]:
  - verbe: tovább „mai departe” → továbbít „transmite”;
  - adjective: ma „azi” → mai „de azi”, ingyen „gratis” → ingyenes „gratuit, -ă”.

## Funcții ale adverbului

### Funcții sintactice
Adverbul îndeplinește anumite funcții în propoziție. Tipologia lor variază de la o gramatică la alta, inclusiv în ale aceleiași limbi.
În gramatica română, de pildă după Bărbuță 2000, adverbul este de cele mai multe ori complement circumstanțial:
- de mod: Cântă bine;
- de loc: S-a oprit jos;
- de timp: Mai treci din când în când.

Adverbul mai poate fi nume predicativ (ex. Să pleci este imposibil) și atribut, ex. Lucrul de azi nu-l lăsa pe mâine.
Adverbul poate fi și termen regent. În această calitate își atrage complemente, cărora le impune, în funcție de limba în cauză, unele restricții de construcție, în română de prepoziții sau de caz, ex. alături de..., concomitent cu..., aidoma lor. Se poate asocia și cu determinanți cantitativi, modali sau graduali: destul de departe, aparent târziu, oarecum bine. În gramatica română se consideră că unele adverbe regente pot subordona o propoziție subiectivă : Negreșit că trebuie să te fi chemat (Bogdan Petriceicu Hasdeu).
Unele adverbe au rolul sintactic de a lega propoziții între ele în frază și în același timp sunt complemente circumstanțiale în propoziția pe care o introduc. Astfel sunt adverbele relative, ex. locul unde..., ziua când..., felul cum...

## Funcții nesintactice
Unele adverbe pot avea, pe lângă o funcție sintactică, și una deictică, adică de referire la un element al situației de comunicare, ex. Aici este foarte cald, Vreau să-mi dai caietul de acolo. Adverbele pot avea și funcție anaforică, adică de referire la ceva ce a apărut în aceeași propoziție sau frază, ori în una anterioară, ex. Am fost la teatru și de acolo, la facultate.
Cuvinte considerate adverbe și locuțiuni considerate adverbiale ca mai, tot așa/atât de, mai puțin, foarte, prea își pierd autonomia, devenind morfeme gramaticale când servesc la exprimarea gradelor de comparație.
Unele cuvinte, numite uneori „semiadverbe” sau „clitice adverbiale” nu se analizează nici ele sintactic, funcționând numai legate de alt cuvânt, care are funcție sintactică, ex. tot azi, și Ion, doar doi.
Unele cuvinte sunt adverbe cu funcție sintactică în unele situații, iar în altele nu au asemenea funcție. Una din aceste situații este când cuvântul este un modalizator, adică modifică sensul propoziției prin exprimarea atitudinii vorbitorului față de conținutul acesteia, ex. fr  Il est mort naturellement „A murit de moarte naturală” (complement de mod) vs. Il est mort, naturellement „A murit, firește” (modalizator).
Adverbele își pot pierde funcția sintactică și devenind conectori, adică elemente de legătură la nivelul discursului, între propoziții independente sau fraze, ex. fr  Toi, tu penses qu’il n’y a que l’argent qui compte. Moi, je pense autrement „Tu crezi că numai banii contează. Eu gândesc altfel” (CC de mod) vs. Je prends toujours des notes pendant le cours. Autrement, j’oublie ce que le professeur a dit „Iau notițe la curs. Altfel uit ce a spus profesorul” (conector). În română, astfel de cuvinte și locuțiuni sunt pe scurt, în fond, mai precis, la urma urmei, de altfel, totuși, dimpotrivă etc.